# LDL-kolesterol
Betalipoprotein (β-lipoprotein) eller LDL (efter engelskans low density lipoprotein) är ett lipoprotein som transporterar blodfetter – framför allt kolesterol. Det bildas i levern som pre-betalipoprotein (VLDL) och omvandlas till LDL i blodomloppet. Kolesterolen som LDL transporterar används till uppbyggnaden av kroppens celler och i bildningen av en del hormoner. En hög halt av LDL i blodet ökar dock risken för ateroskleros, vilket innebär att kolesterol lagras in i blodkärlets vägg.

## LDL-påverkan på kroppen
LDL och dess kolesterol är livsviktigt för människans överlevnad; människokroppen kan inte leva utan tillräcklig mängd LDL-transporterat kolesterol. Under vissa förutsättningar kan det dock ombildas och orsaka skador.  
Då kroppen är utsatt för oxidativ stress eller vissa former av kronisk inflammation kan LDL-kolesterol omformas till små täta partiklar av LDL-kolesterol. Dessa små täta partiklar kan leda till kardiovaskulära sjukdomar då partiklarna har en förmåga att binda sig till kärlväggarna och där dra till sig makrofager som tillsammans med endotelceller i kärlväggen fagocyterar (äter) LDL. När makrofagerna har fagocyterat för mycket oxiderat LDL omvandlas de till skumceller som i sin tur lagrar in kalciumfosfater. Kalciumfosfaterna gör artärväggen stel, oelastisk och minskar dess volym. Detta gör att kärlresistansen ökar vilket kan leda till ett flertal av kardiovaskulära sjukdomar, till exempel ateroskleros.

## Förvärrande av LDL-kolesterolets skada på kroppen

### Oxidativ stress
LDL-kolesterol blir farligare vid en högre oxidativ stress, ett tillstånd då en person har höga halter av fria syreradikaler, eftersom LDL-kolesterolet då lättare oxideras av de reaktiva syreföreningarna och blir potentare att binda till kärlväggarna inne i kärlen.

### Storlek
LDL-kolesterol blir också mera skadligt ju mindre LDL-partikeln blir eftersom den då lättare oxideras och därefter fastnar i en skadad kärlvägg.

### Högt blodtryck
LDL-kolesterol blir även farligare vid hypertoni (högt blodtryck), då blodtrycket skadar kärlväggarna och medför att LDL-kolesterolet kan komma i kontakt med kärlväggarna och därefter attrahera makrofager. Detta kan till viss del förklara varför rökning kan leda till åderförkalkning och kardiovaskulära sjukdomar eftersom rökning leder till ett ökat blodtryck och även en ökad halt av LDL-kolesterol. 

## Metoder för att minska LDL-kolesterolets påverkan på kroppen
Det har länge diskuterats hur man ska äta för att minska det onda kolesterolets påverkan på kroppen. Kritiker till en kolesterolbalanserad föda påstår att det aldrig har kunnats bevisa att mindre LDL-kolesterol i födan ger bättre hälsa, utan att det är levern som tar hand om LDL/VLDL/HDL balansen och att det egentligen inte är nödvändigt att försöka eftersträva en kolesterolbalanserad föda.
Det finns dock vissa personer som påstår att det finns ämnen som vi äter som kan leda till en förändrad LDL/HDL balans. Till exempel transfetter och mättade fetter som höjer LDL-kolesterolet och fleromättade fetter och enkelomättade fetter  som sänker det onda kolesterolet.

## Livsstilsförändringar
Du kan minska LDL-kolesterolets negativa effekter på kroppen genom livsstilsförändringar, som att motionera mera (sänka blodtrycket), undvika rökning (sänka blodtrycket och minska LDL-halten) och äta mera vitaminer (sänka den oxidativa stressen). [källa behövs]

## Läkemedel mot förhöjda halter av LDL-kolesterol

### Statiner
Det vanligaste läkemedlet för att behandla höga LDL-kolesterolvärden är de LDL-sänkande medicinerna statiner, som enligt studier minskar risken att drabbas av kardiovaskulära sjukdomar.

### Nikotinsyra
Det finns även en annan medicin vid namn nikotinsyra (vitaminb3), denna medicin är dock inte LDL-sänkande utan HDL höjande men har ej en bred användning inom sjukdvården på grund av dess biverkningar såsom ansiktsrodnad och brännande känsla i huden. Biverkningar uppkommer på grund av nikotinsyrans kraftigt kärlutvidgande effekt. 